# Salar de Capur

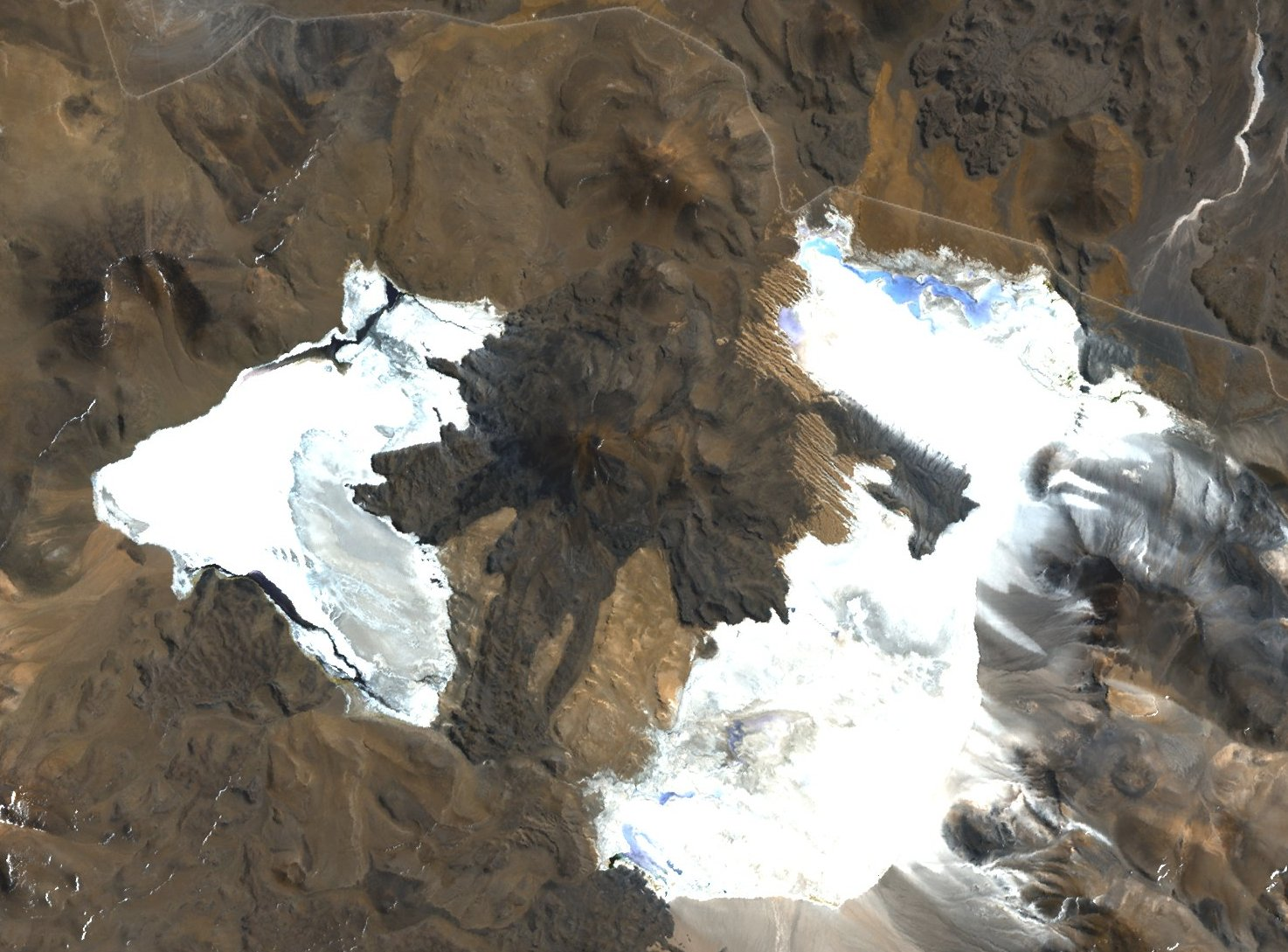
Caichinque

Le Salar de Capur est un désert de sel situé dans la Région d'Antofagasta (Chili), à la limite nord de la Puna de Atacama, un plateau d'Amérique du Sud situé dans la partie centrale de la cordillère des Andes, dans la moitié méridionale de l'Altiplano, à la frontière entre l'Argentine et le Chili à une altitude de 3 950 m. Ce complexe salin s'étend sur 46 km2,.

## Topographie
Le salar de Capur est intégré dans une série de plaines et de lacs salés situés le long des collines de la chaîne des volcans qui s'étendent du bord oriental de la grande dépression occupée par la plaine du Salar d'Atacama. Le bassin hydrographique fermé du Salar Purisunchi couvrait environ 476 km2, il était adjacent à d'autres bassins endoréiques, notamment la Laguna Miscanti, le Lac Tuyajto et le Salar de Talar. 
Le Salar de Capur forme la cuvette d'un bassin versant relativement petit de 121,8 km2 qui est drainé par onze affluents. Sur une superficie totale de 27 km2, la surface de l'eau varie entre 700 m et 6,15 km en fonction des saisons. Le volume d'eau varie ainsi de 65 000 m3 à 2 000 000 m3.

## Géographie
Le salar de Capur  est niché sur les hauteurs de  Puna un mot qui signifie en quechua zone d'altitude, les hauteurs, et qui désigne les hauts plateaux de l'altiplano. C'est un élément de l’écorégion de la Cordillère des Andes située entre 3 500 et 4 800 mètres d'altitude. Le salar se situe au pied du Cerro Capur, au nord-ouest de Cerro Talar et au sud de Cerro Cosor, à 5 204 m d'altitude, et à environ 50 km au sud de l'oasis Socaire, dans la municipalité de San Pedro de Atacama. Cette dernière est une montagne avec des nuances de gris et de brun qui contrastent avec le blanc étincelant de la surface du lac salé. C'est une importante coulée de lave du volcan Caichinque qui a formé deux lobes qui ont progressé vers le Salar de Talar et le salar de Capur .

## Climat
Le climat de la région est aride, avec ses précipitations annuelles moyennes d'environ 150 mm. L'air y est très raréfié et le climat y est froid, avec des précipitations rares et une température moyenne annuelle de 6 à -7 °C. Son relief est très divers et en général ondulé. On y trouve des plateaux, des volcans, des lacs, des lagunes salées et des salars.
La végétation est principalement constituée d'herbes à touffes. Comme le Salar de Talar, le salar de Capur fait partie de la Puna sèche des Andes centrales, une région néotropicale, qui constitue l'une des huit écozones ou régions biogéographiques terrestres. Dans la nomenclature d'Alfred Russel Wallace, il définit le territoire biogéographique correspondant au Néotropis, qui est le nom donné en chorologie à la partie du globe réunissant l'Amérique centrale, les Antilles, l'Amérique du Sud et les îles Galápagos.

## Galerie

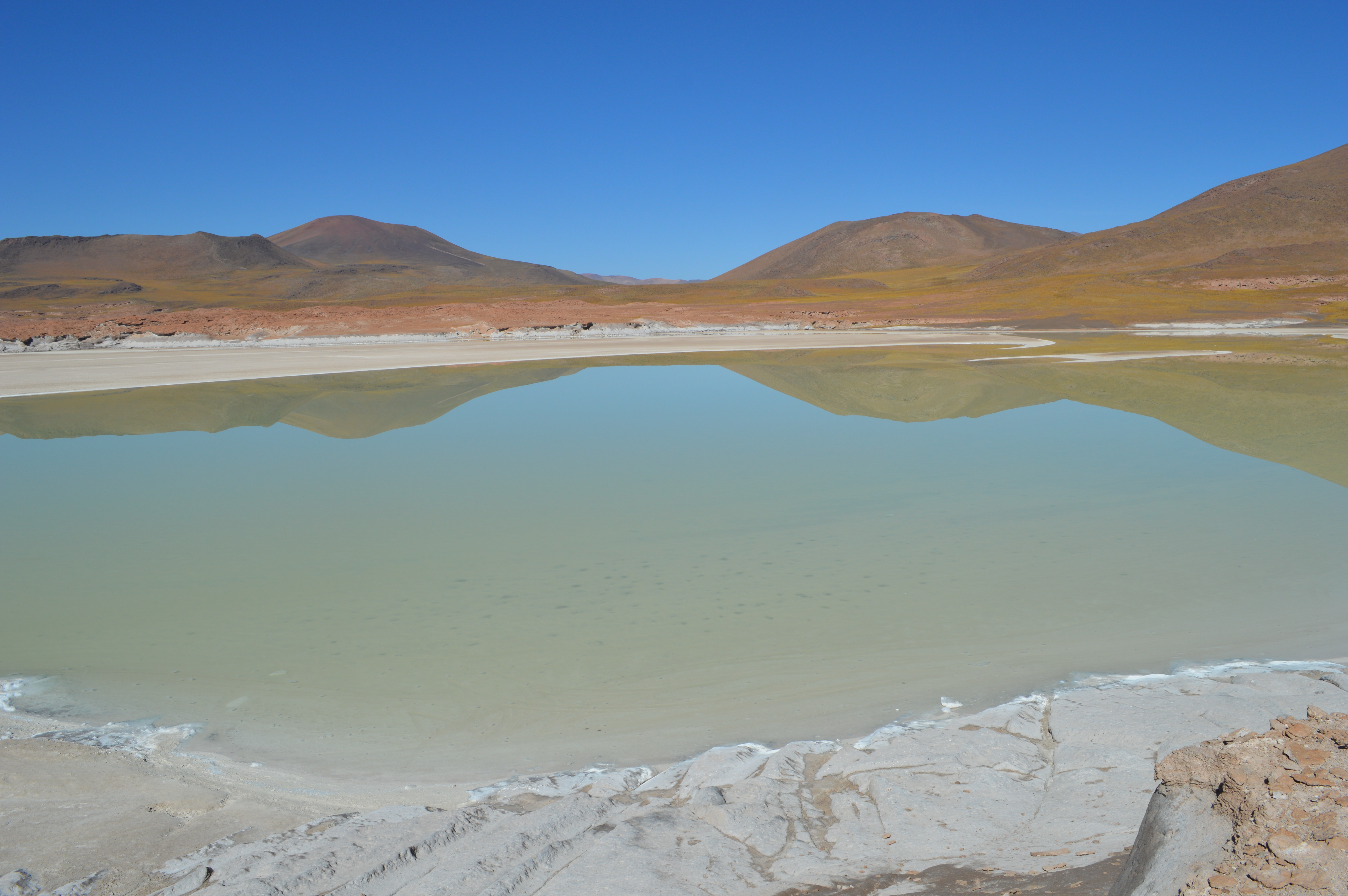
Salar de Aguas face aux collines de Caichinque, Capur, Cosor et Murchota (de gauche à droite).
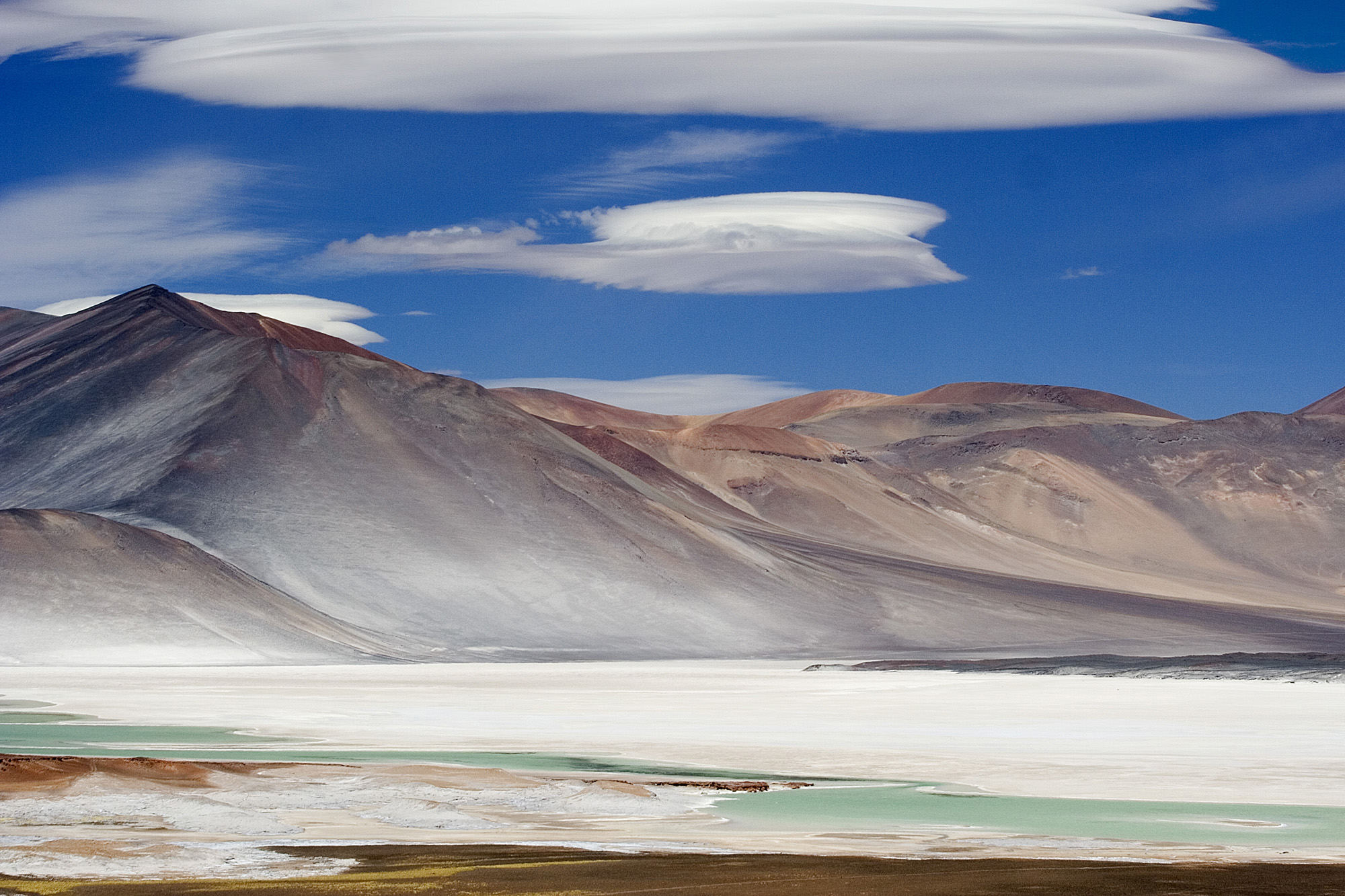
Volcan Cerro Medano sur le Salar de Talar
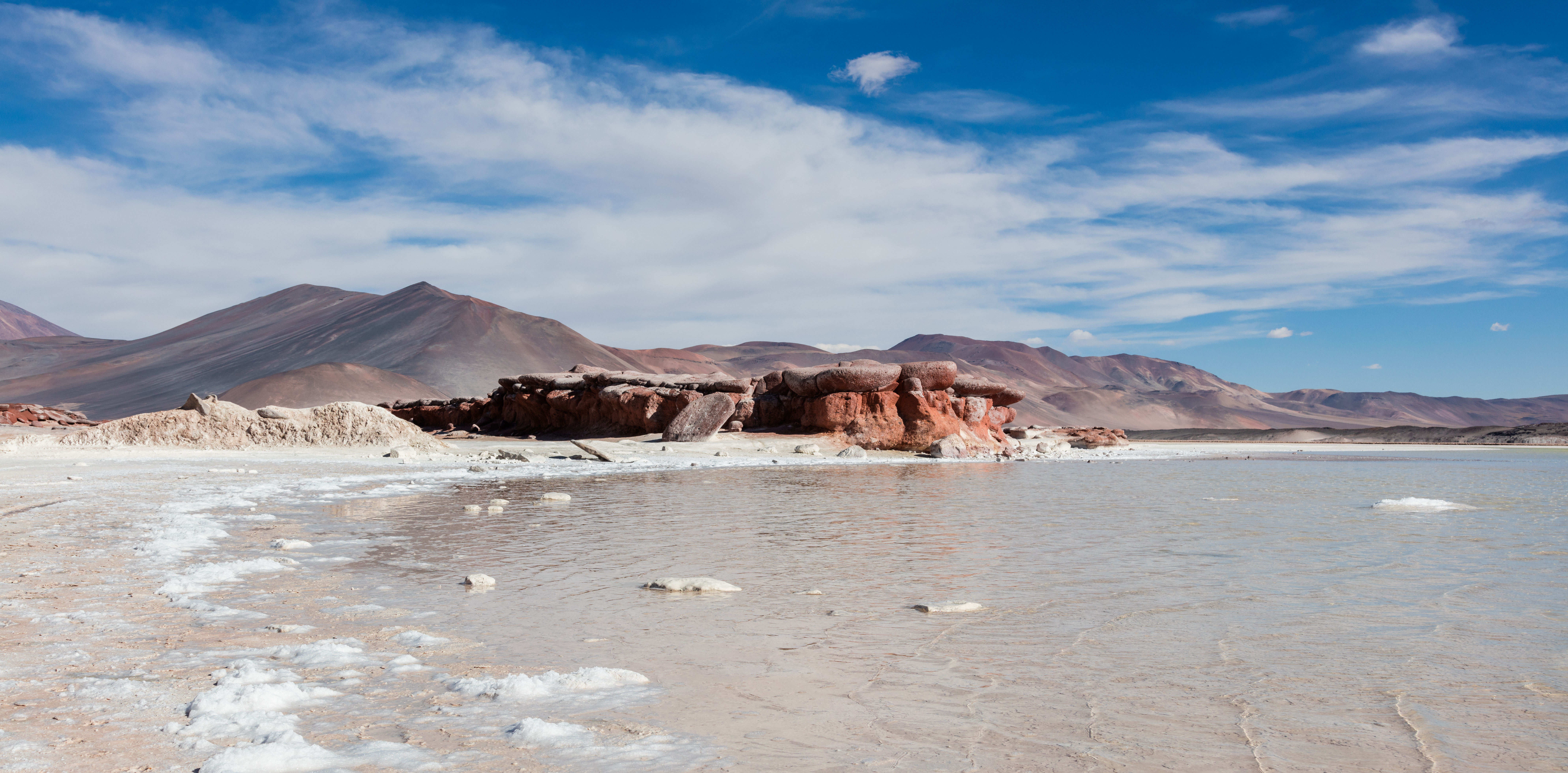
Calientes le lac salé, high Haut-Puna